# Nagroda Literacka im. Marka Nowakowskiego
Nagroda Literacka im. Marka Nowakowskiego – ustanowiona w 2017 przez Bibliotekę Narodową nagroda honorująca „opowiadanie lub cykl opowiadań charakteryzujących się niekonwencjonalnością sądów, odwagą i precyzją myśli oraz pięknem słowa. Jej cechą szczególną jest docenienie małej formy, bardzo wymagającej pisarsko”. Nosi imię warszawskiego literata Marka Nowakowskiego. Nagroda przyznawana jest corocznie.

## Kapituła
Kapituła nagrody określana też jako jej jury powoływana jest przez dyrektora Biblioteki Narodowej. Pierwszym przewodniczącym jury był Tomasz Burek. Na stanowisku tym zastąpił go Maciej Urbanowski.
Na początku kwietnia 2018 członkami jury byli:
- Maciej Urbanowski – przewodniczący
- Włodzimierz Bolecki
- Wojciech Chmielewski
- Janusz Drzewucki
- Irena Makarewicz
- Krzysztof Masłoń
- Mateusz Matyszkowicz[2]

## Laureaci
Laureatów wyłania Kapituła w porozumieniu z Jolantą Zabarnik-Nowakowską, wdową po Marku Nowakowskim. 
- 2017 Wojciech Chmielewski – za całokształt twórczości[1]
- 2018 Paweł Sołtys – za zbiór opowiadań Mikrotyki[3]
- 2019 Rafał Wojasiński – za zbiór opowiadań Olanda[4]
- 2020 Marta Kwaśnicka – za zbiór opowiadań Pomyłka[5]
- 2021 Wojciech Kudyba – za zbiór opowiadań I co dalej?[6]
- 2022 Kazimierz Orłoś – za całokształt twórczości[7]
- 2023 Aleksandra Majdzińska – za reportaż literacki Szalom bonjour Odessa[8]
- 2024 Piotr Pazdej – za zbiór opowiadań Ostatnia sarna na ziemi[9]
- 2025 Andrzej Dybczak – za jego dotychczasową twórczość, ze szczególnym uwzględnieniem zbiorów Pan wszystkich krów oraz Las duchów[10]

## Forma nagrody
Nagrodzonemu wręczana jest statuetka autorstwa prof. Macieja Aleksandrowicza oraz nagroda pieniężna ufundowana przez mecenasa nagrody, którym jest firma International Paper.